# Ricardo Mella Serrano
Pour les articles homonymes, voir Mella.
Ricardo Mella Serrano (Séville le 11 novembre 1889 - Caracas, 1958) est un ingénieur et homme politique socialiste espagnol.
Fils du penseur anarchiste Ricardo Mella et frère de la féministe Urania Mella, il a été militant du PSOE et a fondé à Vigo en 1917 l'hebdomadaire socialiste La Linterna.
Il a été vice-président du Celta de Vigo,, et à l'origine de la construction du stade Balaídos. Il aussi collaboré avec son père dans le projet de tramways de la ville.
Il a obtenu ses principales responsabilités pendant la Guerre d'Espagne; nommé gouverneur civil de Jaén le 24 août 1937, charge qu'il a exercée jusqu'à mai 1938, et puis la même fonction à Alicante jusqu'à mars 1939,. À la chute de la Seconde République espagnole, il a pu fuir vers la France, et depuis là passer en République dominicaine, où a dirigé la revue Nuevo Rumbo. Il est parti vers la Venezuela après avoir eu des problèmes avec la dictature de Rafael Trujillo, où a fait partie du Agrupación de Socialistas Españoles en Venezuela. Il a été expulsé en août 1946 en étant partisan de chef du gouvernement de la Seconde République espagnole et puis du gouvernement en exil, Juan Negrín. Il est mort à Caracas en 1958.